# 氯化亚铁
氯化亚铁是铁(II)的氯化物，化学式为FeCl2。它是高熔点顺磁性的固体，从水溶液中结晶得到的绿色四水合物，比其無水物應用廣泛的多。

## 合成
最常用的方法是用铁与氯化氢反应：
Fe + 2 HCl → FeCl2 + H2
用氯化氢的甲醇溶液作原料比用浓盐酸更加简便，反应生成溶剂合物[Fe(MeOH)6]Cl2，真空加热至约160 °C得到纯FeCl2。FeBr2和FeI2可通过类似方法制取。
此外氯化亚铁还可由无水FeCl3与氯苯在126 °C反应制备：
2FeCl3 + C6H5Cl → 2FeCl2 + C6H4Cl2 + HCl
此法制取的FeCl2很容易溶于四氢呋喃中。
杰弗里·威尔金森合成二茂铁时的FeCl2由FeCl3与铁粉加热制取。

## 水合
FeCl2可与许多配体生成配合物，最常见的即是它的水合物FeCl2(H2O)4，可通过用钢铁生产中的废料与盐酸反应制得。

## 反应
1mol FeCl2和2mol [(C2H5)4N]Cl反应，生成盐[(C2H5)4N]2[FeCl4]。[MnCl4]2−、[MnBr4]2−、[MnI4]2−、[FeBr4]2−、[CoCl4]2−、[CoBr4]2−、[NiCl4]2−和[CuCl4]2−的盐也都可通过类似方法制取。